# Герштакер, Георг
Георг Герштакер (нем. Georg Gerstacker, 3 июня 1889 — 20 декабря 1949) — немецкий борец греко-римского стиля, призёр Олимпийских игр.

## Биография
Родился  в Нюрнберге. Несмотря на то, что он весил чуть более 50 кг, он стал весьма успешным борцом. В 1912 году на Олимпийских играх в Стокгольме он завоевал серебряную медаль в весовой категории до 60 кг. В 1913 году он принял участие в чемпионате мира в Бреслау, где выступая в самой лёгкой из имевшихся категорий — до 67,5 кг — сумел дойти до четвёртого места. В 1914 году он стал серебряным призёром неофициального чемпионата Европы.
В 1919 году стал бронзовым призёром чемпионата Германии, в 1921 — чемпионата Европы, в 1922 году вновь завоевал бронзовую медаль чемпионата Германии. В 1924 году он выиграл чемпионат Германии и чемпионат Европы, в 1925 году опять стал чемпионом Германии, на чемпионате Германии 1926 года завоевал серебряную медаль, а на чемпионате Германии 1927 года вновь занял первое место.